# Рыбальченко, Степан Дмитриевич
Степан Дмитриевич Рыбальченко (28 июня [11 июля] 1903, Новый Егорлык, Ставропольская губерния — 18 января 1986, Москва) — советский военачальник, генерал-полковник авиации (1944).

## Биография
Родился Степан в казачьей семье, отец рано умер, мать осталась с двумя детьми. Степану пришлось очень рано начинать работать, с шести лет он был «нянькой» для двоюродного брата (за солому и кизяки для растопки), затем стал помогать дяде косить сено на полях у помещиков. В 1913 году окончил два класса церковно-приходской школы, работал кочегаром на мукомольной мельнице, затем на вальцовой мельнице смазчиком дизелей.

### Гражданская война
5 марта 1919 года, в 16 лет добровольно вступил в РККА — рядовым батальона связи 37-й стрелковой дивизии, участвовал в боях под Царицыным, в которых дивизия понесла большие потери и была расформирована. В декабре 1919 года вступил в 1-й Донско-Ставропольский кавалерийский полк, участвовал в боях с казаками Шкуро, затем в боях под Армавиром и Моздоком. Под Моздоком С. Д. Рыбальченко тяжело заболел тифом, лечился в госпитале в Армавире, после выздоровления, в апреле 1920 года решил вступить в 1-ю Конную армию Будённого, стоявшую в Батайске, добрался до неё на попутных поездах и был зачислен в 3-е отделение 3-го взвода 4-го эскадрона 32-го кавалерийского полка 6-й кавалерийской дивизии 1-й Конной армии. Во время Советско-польской войны в мае—июне 1920 года участвовал в Киевской операции, в июле-августе 1920 года — в боях под Львовом, после которых дивизия отступила с тяжелыми потерями. С октября 1920 года дивизия перешла во 2-ю Конную армию, участвовала в операции по захвату Крыма. Во время Перекопско-Чонгарской операции участвовал в боях на Чонгарском полуострове и переходе через Сиваш. Дивизия отличилась в боях, получила почётное наименование Чонгарской и вернулась в состав 1-й Конной армии. После этого дивизия сражалась с анархистами Махно, С. Д. Рыбальченко попал в плен к махновцам, бежал, вернулся в строй. В марте 1921 года приказом РВС из армии демобилизовали всех не достигших призывного возраста, в том числе и С. Д. Рыбальченко.

### Между войнами
После войны вернулся в родное село, первым в селе вступил в комсомол, учился на двухмесячных партийно-комсомольских курсах в Медвежьем, как бывший «будённовец» был избран секретарём комсомольской ячейки, вступил в местный отряд ЧОН, был делегатом от курсов на губернской комсомольской конференции. Осенью 1921 года поступил на 48-е пехотно-пулемётные командные курсы в Ставрополе, вместе с другими курсантами часто привлекался для борьбы с местными бандами. После окончания курсов, осенью 1922 года назначен командиром 3-го пулемётного взвода 63-й пулемётной команды 83-го стрелкового полка 28-й горнострелковой дивизии в Грозном, с 1924 года — командир 3-й пулемётной роты того же полка. С 1925 года 83-й стрелковый полк участвовал в ликвидации чеченских бандформирований. В феврале 1927 года принят в ВКП(б). С 1929 года, командуя ротой, готовился к поступлению в Академию им. Фрунзе, выучил польский язык, в 1931 году прошёл отборочную комиссию округа, в 1932 году успешно сдал экзамены. Кроме основной учёбы, дополнительно был слушателем специальной программы авиационной подготовки при Военно-воздушной академии им. Жуковского. После выпуска, в ноябре 1936 года назначен начальником штаба формировавшейся 1-й отдельной тяжёлой бомбардировочной эскадрильи (командир — П. Е. Моисеев). С конца 1937 года — помощник начальника, затем начальник оперативно-разведывательного отдела штаба ВВС Ленинградского военного округа (ЛВО). В 1939—1940 годах участвовал в Советско-финской войне начальником оперативного отдела штаба ВВС Северо-Западного фронта, с марта 1940 года — заместитель начальника ВВС ЛВО.

### Великая Отечественная война
В начале Великой Отечественной войны С. Д. Рыбальченко назначен заместителем начальника, затем начальником штаба ВВС Северного фронта, участвовал в Ленинградской стратегической оборонительной операции. С сентября 1941 — начальник штаба ВВС Ленинградского фронта, со 2 февраля 1942 года — командующий ВВС Ленинградского фронта. 20 ноября 1942 года был назначен командующим 13-й воздушной армией. Под его командованием армия участвовала в Синявинской операции, Операции «Искра», Операции «Полярная Звезда», Ленинградско-Новгородской, Выборгско-Петрозаводской, Нарвской и Прибалтийской операциях. 24 июня 1945 года в составе сводного полка Ленинградского фронта участвовал в Параде Победы.

### После войны
После войны командовал ВВС Ленинградского военного округа, с июля 1946 года — командующий ВВС Киевского военного округа, с 1947 года — генерал-инспектор бомбардировочной авиации ВВС и заместитель главного инспектора по ВВС Главной инспекции Вооружённых Сил, в 1951 году окончил Высшие академические курсы при Академии Генштаба, по окончании которых — командующий ВВС Войск Дальнего Востока, с 1953 года — командующий ВВС Дальневосточного военного округа, с 1956 года начальник военной кафедры Ленинградской лесотехнической академии, с 1963 года — в запасе.
Умер 18 января 1986 года в Москве. Похоронен на Кунцевском кладбище.

## Воинские звания
- генерал-майор авиации — 29.10.1941
- генерал-лейтенант авиации — 07.08.1943
- генерал-полковник авиации — 02.11.1944

## Награды
- два Ордена Ленина (05.10.1944, 21.02.1945);
- Орден Октябрьской Революции[3]
- четыре ордена Красного Знамени (3.02.1943, 3.11.1944, 9.08.1950, 15.11.1950)
- Ордена Кутузова 1-й (22.06.1944) и 2-й (19.05.1943) степеней
- Орден Богдана Хмельницкого 1-й степени (29.06.1945)
- Орден Суворова 2-й степени (21.02.1944)
- Орден Отечественной войны 1-й степени (11.03.1985)
- Медаль «За оборону Ленинграда»
- другие медали
- две медали «Китайско-советская дружба» (КНР)[4]
- медаль «За освобождение Кореи» (КНДР)[4]

## Сочинения
- С. Д. Рыбальченко. Земля и небо // Пароль — «Победа!» / составитель Я. Ф. Потехин, лит. запись и обработка М. П. Стрешинского и И. М. Франтишева, под общей редакцией Ф. Самойлова. Редактор М. А. Шаталина, художник В. Н. Шульга, художник-редактор О. И. Маслаков, технический редактор И. Г. Сидорова, корректор А. Г. Ткалич. — Л.: Лениздат, 1969. — С. 174—186. — 648 с. — (Воспоминания об участии авиации в обороне города, Ленинград, оборона 1941—1944 гг. Воспоминания и записки). — 90 000 экз.
- С. Д. Рыбальченко. Крылатые богатыри. Воздушный мост блокадного Ленинграда // «Белые ночи» (альманах) / составитель И. И. Слобожан, редактор И. А. Сенина, художник О. И. Маслаков, тех. редактор В. И. Демьяненко, корректор И. Е. Блиндер. — Л.: Лениздат, 1978. — С. 389—416. — 496 с. — 50 000 экз.
- С. Д. Рыбальченко, соавтор/составитель Н. Ф. Минеев. предисловие, автор пояснений // Герои ленинградского неба. (Очерки) / предисл., автор пояснений С. Д. Рыбальченко, составители/авторы очерков: Н. Ф. Минеев, Г. М. Шарпило, М. И. Ялыгин, др. авторы очерков: Е. Баулин, А. Волков, Т. Залесов, В. В. Пузейкин, Е. Перовский, А. Ярошенко, А. Михайлов, В. Зенкин, Н. Мохов, В. Куперман, А. Сеин, А. Ткаченко, А. Журавлёв, П. Гуськов, Л. Тимофеев, М. Котвицкий, Г. Мурашёв, М. Ивагин. Заведующий редакцией Ю. К. Хрящев; Редактор Л. П. Бугрова; Младший редактор И. М. Вдовина; Художник В. А. Политов; Художественный редактор А. К. Тимошевский; Технический редактор И. В. Буздалева; Корректор З. А. Ривкина.. — Л.: Лениздат, 1984. — 336 с. — (Великая Отечественная война, 1941—1945). — 100 000 экз.
- С. Д. Рыбальченко. Земля и небо // Книга Памяти. Российская Федерация. Ленинградская область (1941—1945) / Издательская программа «Память» осуществляется при поддержке губернатора и Правительства Ленинградской области. Издательский совет при губернаторе Ленинградской области. Председатель В. П. Сердюков. Первый заместитель председателя Н. И. Пустотин. Заместители председателя: Г. В. Двас, М. М. Михайличенко. Члены совета: Р. Н. Авербах, В. Б. Богуш, В. И. Брезгун, А. Н. Кирпичников, А. И. Кирюшин, А. И. Коржилов, Ю. Г. Марасев, З. Г. Найдёнова, В. С. Понамарёв, Н. Б. Рачков, С. Ю. Семёнов, В. С. Симаков, В. В. Трегуб, О. А. Уткин, В. А. Антонов (ответственный секретарь). Над книгой работали: В. Ю. Боброва — руководитель рабочей группы Ленинградской областной Книги Памяти; В. А. Кандыбко (редактор-составитель); А. П. Крюковских, доктор исторических наук, профессор; Г. Н. Куприященко, кандидат исторических наук, почётный член Петровской академии наук и искусств; М. М. Мусин — начальник архива штаба Ленинградского военного округа; В. С. Пономарёв — директор ГП ИПК «Вести»; Г. П. Симакова — первый заместитель директора ГП ИПК «Вести»; В. С. Симаков — главный редактор; Н. Л. Тушенкова — редактор; Т. И. Медведева — начальник допечатного производства, А. В. Малофеев — главный художник; Г. В. Преснова — технический редактор; Ю. В. Петров, К. В. Ягупьев — компьютерная обработка иллюстраций; Т. С. Баркова — начальник печатного цеха; Т. А. Кротова — главный технолог. Компьютерная вёрстка Р. А. Быстровой. Корректоры: С. В. Бердечникова, Ф. П. Магазова, В. Л. Талзи, Н. И. Шишкова.. — СПб.: ГП ИПК «Вести», 2005. — Т. 40. — С. 46—52. — 340 с. — 1000 экз. — ISBN 5861531528.
- С. Д. Рыбальченко. На войне как на войне: Записки командарма 13. — М.: Патриот, 2011. — 453 с. — (Слово солдата Победы). — ISBN 9785703010525.